# Giovanni Antonio Delli Falconi

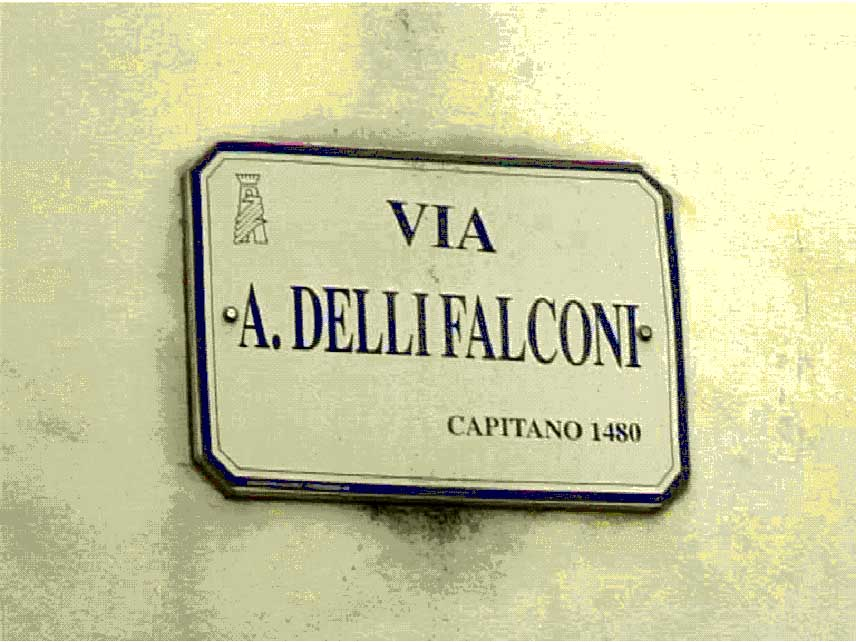
Lapide viaria a lui intitolata ad Otranto.

Giovanni Antonio Delli Falconi (Pulsano, 1443 (?) – Otranto, 12 agosto 1480) è stato un condottiero italiano che si batté per la difesa di Otranto nel 1480. Difese la città dall'assedio dei Turchi Ottomani durante le prime fasi della guerra morendo eroicamente con i suoi militi durante le fasi dell'assedio.

## Biografia

### I primi anni
Apparteneva alla nobile famiglia Delli Falconi (o De Falconibus), riconosciuti nei documenti del tempo come: "signori di Pulsano". Era il figlio minore del barone Marino Delli Falconi (quindi destinato alla vita militare), che nel 1435 fece edificare il castello di Pulsano, probabilmente attorno a un mastio di origine normanna. Marino era il segretario del principe di Taranto, Giovanni Antonio Orsini Del Balzo.

### La battaglia di Otranto
Giovanni Antonio Delli Falconi fu il capitano delle truppe che partirono dal circondario tarantino in difesa di Otranto, che stava per essere attaccata da 15000 turchi e condivise il comando del presidio aragonese con Francesco Zurlo. In una relazione fatta dal segretario di re Ferdinando I di Napoli e ai principi italiani si racconta che in un altro documento del tempo si dice che dopo dieci giorni d'assedio della città, "Il Falconi con molti armati perì eroicamente come Zurlo". Infatti, nel giorno della battaglia, quando i turchi riuscirono ad aprire una breccia nelle mura, Giovanni Antonio coi propri valorosi accorse nella mischia in difesa dei cittadini, dopo che già il capitano Zurlo era perito, e ne seguì il medesimo destino.

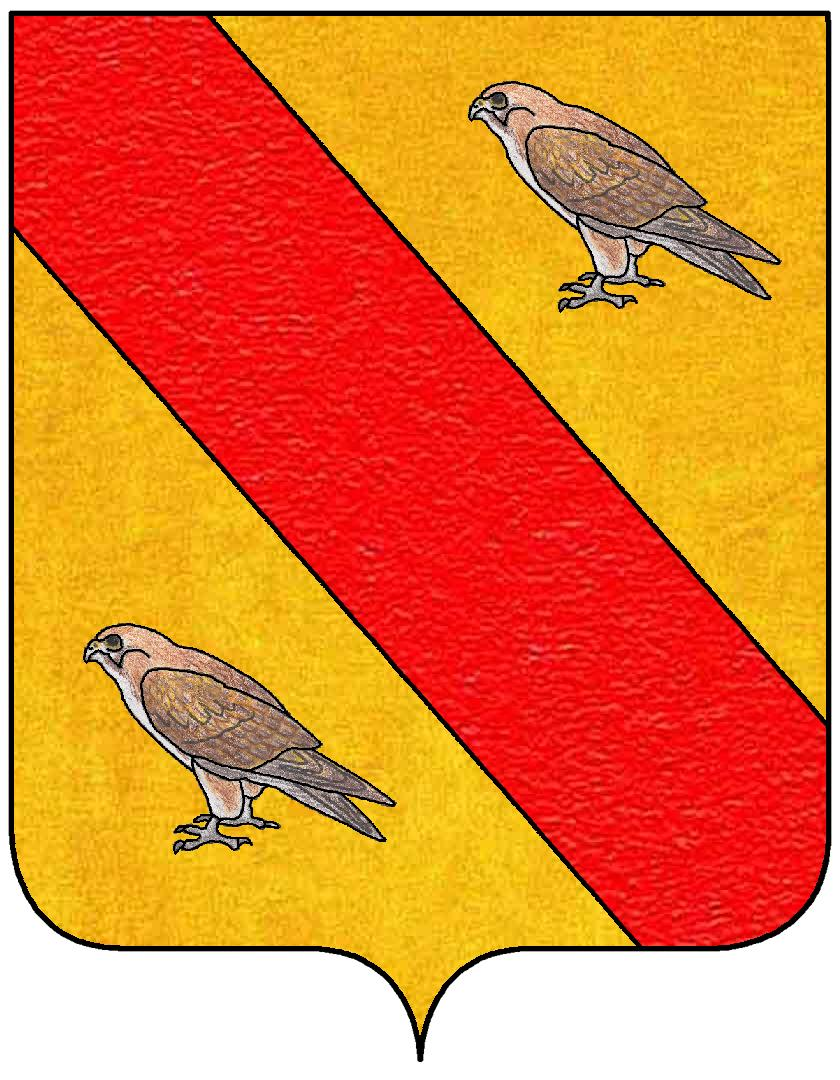
Lo stemma della nobile famiglia Delli Falconi o Falconi (o De Falconibus in latino).

### Sepoltura
Nella chiesa di Santa Caterina a Formiello a Napoli si conservano due teche contenenti alcuni resti mortali-teschi, degli eroici difensori di Otranto, tra cui quelli dei due prodi capitani che furono recuperati e traslati (da Otranto a Napoli) per volontà di Alfonso II d'Aragona.

## Citazioni

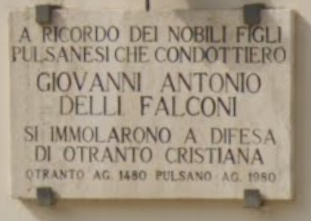
Lapide commemorativa apposta sulla facciata della Chiesa dell'Arciconfraternita del Carmine (o del Purgatorio), a ricordo dei martiri otrantini morti durante l'invasione turca dell'agosto 1480 e del prode capitano e condottiero Giovanni Antonio Delli Falconi che morì in difesa della città insieme ai suoi militi, combattendo contro gli invasori. Apposta a ricordo dei 500 anni passati dall'evento, nell'agosto del 1980.

## Dediche
- Ad Otranto, nei pressi della cattedrale romanica, le vie sono tutte dedicate agli eroi della battaglia di Otranto. Tra questi ce n'è anche una dedicata ad "Antonio Delli Falconi – capitano 1480".
- A Pulsano, è stata apposta nell'agosto del 1980, sulla facciata dell'arciconfraternita del Carmine (o del Purgatorio) una lapide a ricordo del valore di Giovanni Antonio Delli Falconi e degli altri militi.